# Autoroute A37 (Pays-Bas)
Pour les articles homonymes, voir A37.
L'A37, appelée également Rijksweg 37 est une autoroute des Pays-Bas. L'A37 part de l'échangeur de Hoogeveen (A28) et conduit via Emmen jusqu'en Allemagne.

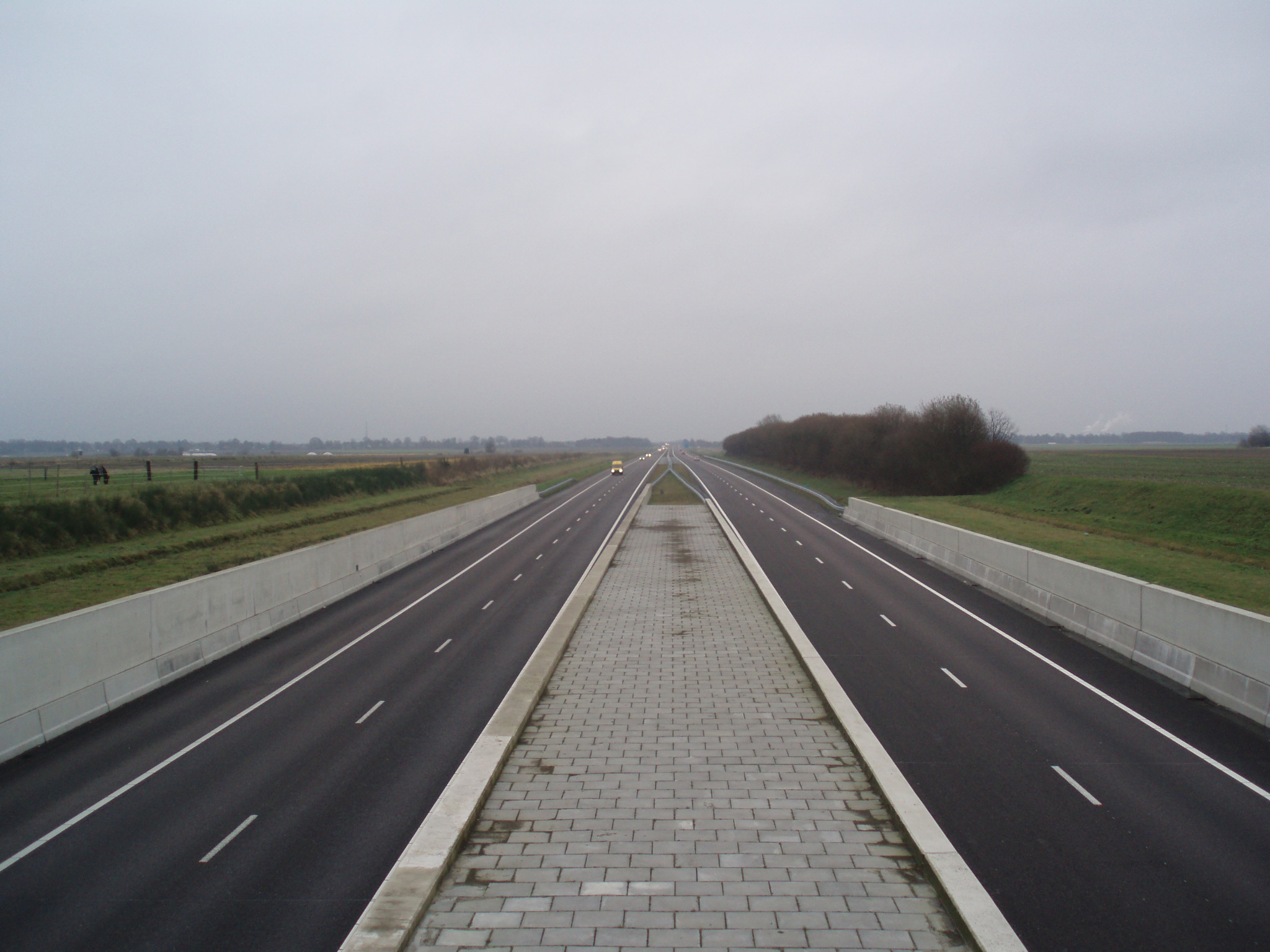
Vue sur l'A37 depuis le viaduc d'Erica

Les travaux de transformation de l'ancienne N37 en A37 et l'adaptation aux normes autoroutières ont commencé à la fin des années 1990. La section comprise entre les échangeurs de Hoogeveen et Holsloot a été ouverte à la circulation en 2003. La section allant de Holsloot à la frontière allemande est ouverte depuis 2007. L'objectif de transformation en autoroute était de diminuer le nombre d'accidents sur ce trajet, ainsi que le désenclavement de la ville d'Emmen, mal desservie par la route.